# Cristo del Perdón (Catedral de Orense)
El Cristo del Perdón es una obra realizada por Pedro de Ávila hacia 1708. Está ubicado en la Capilla del Santo Cristo de la Catedral de Orense, en Galicia (España).

## Historia
Se desconoce cómo llegó la imagen a la catedral, siendo posible que fuese donada por algún devoto; de ser así, es probable que el benefactor fuese José María Martínez, quien ya había donado el busto de la Dolorosa: 253  emplazado directamente bajo la talla de Cristo así como varios cuadros procedentes de Valladolid que en la actualidad se conservan en el trascoro.: 72  La imagen es mencionada por vez primera en un inventario de 1708, lo que contradice la afirmación del antiguo delegado de patrimonio de la diócesis de Orense Miguel Ángel González García, quien afirma que el Cristo del Perdón fue adquirido en 1711.: 21  Inicialmente considerada una pieza de escuela castellana: 253  y hasta hace poco como una obra anónima del siglo xvii procedente de Madrid o Valladolid,: 20  según parece la talla fue destinada originalmente al Monumento de Semana Santa,: 289  recibiendo culto a día de hoy en la parte posterior del baldaquino de la Capilla del Santo Cristo.

## Descripción
La iconografía de esta clase de imágenes cristíferas, carente por completo de una base evangélica, se inspira en el grabado Cristo Varón de Dolores (1509), de Alberto Durero, y posee dos variantes, aunque ambas coinciden en mostrar a Jesús arrodillado con las manos abiertas y un semblante lleno de dolor e imploración. La primera versión, pasionista, representa a Cristo de rodillas frente a un peñasco a la espera de que los verdugos acaben de preparar la cruz, mientras que la segunda variante, alegórica a la vez que simbólica, muestra a Jesús con las marcas de los clavos en las manos y los pies así como con la herida de la lanza de Longinos en el costal derecho, figurando igualmente de rodillas, aunque sobre una bola del mundo con pasajes relativos a los pecados de la humanidad en el frente, en el caso de esta iconografía el pecado original, por lo que aparecen las figuras de Adán y Eva a ambos lados del árbol del conocimiento del bien y del mal, con la serpiente enroscada y exhibiendo una manzana en la boca.: 290  El primer modelo constituye por tanto una mera representación de la Pasión, mientras que el segundo, de acuerdo con Jesús Urrea en un análisis sobre el Cristo del Perdón de Nava del Rey y basándose en un escrito de María de Jesús de Ágreda, consiste en «una interpretación mística de Cristo, después de haber sufrido su propio martirio, intercediendo ante Dios por el mundo pecador como expresión de su Redención».: 21 
La talla de la Catedral de Orense muestra una mezcla de ambas tipologías ya que figura arrodillada sobre un mundo con las imágenes en medio relieve de Adán y Eva flanqueando el árbol del Paraíso y la serpiente con la manzana en la boca que Eva se dispone a coger (apenas visibles por la posición elevada de la escultura), si bien la imagen de Cristo carece de las marcas de los clavos en las manos y en los pies así como de la herida del costado. La obra constituye una mezcla de elegancia y patetismo, esto último reflejado por los regueros de sangre provocados por la corona de espinas y las heridas de la flagelación, mientras que la composición se caracteriza por su inestabilidad al quedar las piernas suspendidas en el aire. De igual modo, los brazos se hallan abiertos en distintas direcciones y a diferentes alturas, aportando este gesto movimiento al tiempo que conquista el espacio. De anatomía muy cuidada, la cara figura delimitada por una melena de largos mechones y exhibe unos ojos con la vista dirigida al cielo y llenos de angustia a la vez que muestra una boca abierta en señal de súplica.: 290 
El rostro está estrechamente relacionado con los que Ávila talló para el Cristo Resucitado de la Parroquia de Nuestra Señora de la Asunción de Puras (c. 1704-1706) y para las diminutas esculturas del Ecce Homo y Cristo atado a la columna de la Iglesia de Nuestra Señora de las Angustias de Valladolid (c. 1710), aunque los tres muestran una disposición del cabello y una barba distintas a lo habitual en el escultor. En la misma línea, las caras de Adán y Eva reflejan el estilo clásico de Ávila, a medio camino entre la primera y la segunda etapa del artista, lo que refuerza el hecho de que la talla se sitúe en torno a 1708.: 290–291  En términos generales la figura imita la desaparecida imagen realizada por Manuel Pereira para el Convento de Nuestra Señora del Rosario de Madrid (c. 1648),: 365–372  considerada el prototipo de este modelo iconográfico, del que Francisco Díez de Tudanca llegaría a ejecutar tres réplicas para los Trinitarios de Valladolid (c. 1660), Pamplona (1664, perdida) y Hervás (1677),: 12  a las que habría que sumar el Cristo de Bernardo del Rincón para la Cofradía Penitencial de la Sagrada Pasión de Cristo (1656), la de mayor calidad dentro del ciclo vallisoletano,: 476–480 : 383 : 548  aunque el verdadero cultivador de esta iconografía fue Luis Salvador Carmona, autor de tres copias para el Real Sitio de San Ildefonso (1750), Atienza (1753) y Nava del Rey (1755).: 290 